# Кристиан Мориц фон Изенбург-Бюдинген
Кристиан Мориц фон Изенбург-Бюдинген (на немски: Christian Moritz zu Ysenburg-Büdingen; * 20 април 1626, Вехтерсбах, Хесен; † 25 февруари 1664, Офенбах на Майн, Хесен) е граф на Изенбург-Бюдинген-Офенбах в Хесен.

## Биография
Той е по-малкият син на Волфганг Хайнрих фон Изенбург-Бюдинген (1588 – 1638) и съпругата му графиня Мария Магдалена фон Насау-Висбаден (1592 – 1654), дъщеря на граф Йохан Лудвиг I фон Насау-Висбаден-Идщайн (1567 – 1596, след падане от прозорец) и графиня Мария фон Насау-Диленбург (1568 – 1632). По-големият му брат Йохан Лудвиг (1622 – 1685) е граф на Изенбург-Бюдинген-Бирщайн-Офенбах.
Кристиан Мориц се жени на 26 февруари 1662 г. за принцеса Магдалена Магдалена фон Насау-Диленбург (* 25 декември 1627, Диленбург; † 25 март 1663, Диленбург), дъщеря на княз Лудвиг Хайнрих фон Насау-Диленбург (1594 – 1662) и първата му съпруга графиня Катарина фон Сайн-Витгенщайн (1588 – 1651), дъщеря на Лудвиг I фон Сайн-Витгенщайн (1532 – 1605) и Елизабет фон Золмс-Лаубах (1549 – 1599). Магдалена е по-малка сестра на Луиза (1623 – 1665), омъжена през 1646 г. за по-големия му брат Йохан Лудвиг. Те имат едно дете без име и рождена дата.
Граф Кристиан Мориц умира на 25 февруари 1664 г. на 37 години в Офенбах на Майн.